# Смедерево (футбольный клуб)
«Смеде́рево» (серб. ФK Смедерево) — сербский футбольный клуб из  одноимённого города, в Подунайском округе в центральной Сербии. Клуб основан в 6 мая 1924 году, домашние матчи проводит на арене «Смедерево», вмещающей 17 200 зрителей.

## История
Клуб был основан 6 мая 1924 года. Первоначально за команду выступали в основном профессиональные игроки из Венгрии, Австрии и Германии. С середины 40-х годов клуб часто меняет название, но с 15 июля 2004 года оригинальное название было возвращено.
Команда участвовала в розыгрышах Кубка Интертото (2001, 2003, 2004) и Кубка УЕФА.

## Прежние названия
- 1924—1944 — «Сартид» (серб. Сартид)
- 1944—1946 — «Металац» (серб. Металац)
- 1946—1948 — «Единство» (серб. Јединство)
- 1948—1958 — «Смедерево» (серб. Смедерево)
- 1958—1962 — «Будучност» (серб. Будућност)
- 1962—1967 — «Смедерево» (серб. Смедерево)
- 1967—1976 — «Металлург» (серб. Металург)
- 1976—1992 — «Смедерево» (серб. Смедерево)
- 1992—2004 — «Сартид» (серб. Сартид)
- 2004—н. в. — «Смедерево» (серб. Смедерево)

## Достижения
- Кубок Сербии и Черногории
  - Победитель: 2002/03
- Первая лига Югославии
  - Третье место: 2001/02
- Вторая лига Югославии
  - Победитель: 1996/97